# Головне оперативне управління Генерального штабу Збройних сил Російської Федерації
Головне оперативне управління Генерального штабу Збройних сил Російської Федерації (офіційне скорочення ГОУ ГШ ЗС РФ; рос. Главное оперативное управление Генерального штаба Вооружённых сил Российской Федерации; ГОУ ГШ ВС РФ) — основний орган управління Генерального штабу Збройних сил Росії, в завдання якого входить планування військових операцій різного рівня.

## Основні напрямки діяльності
- Участь у визначенні джерел військових загроз безпеці Росії і підготовка пропозицій військово-політичного керівництва держави з питань військового будівництва;
- Організація розробки Плану оборони Російської Федерації;
- Визначення основних напрямків будівництва ЗС Росії, координація розробки планів будівництва інших військ, військових формувань і органів;
- Стратегічне і оперативне планування застосування ЗС Росії;
- Оперативне управління військами (силами) у мирний і воєнний час;
- Організація взаємодії ЗС Росії з федеральними органами виконавчої влади, у складі яких є інші війська, військові формування та органи;
- Організація і контроль здійснення в ЗС Росії заходів антитерористичної діяльності;
- Контроль заходів оперативної підготовки ЗС Росії;
- Оперативне супроводження заходів військового співробітництва в форматі ОДКБ, СНД і ШОС, засідань їх статутних органів;
- Участь у формуванні пропозицій до проекту Державної програми озброєння.

## Начальники
- Генерал-лейтенант, з жовтня 1991 року — генерал-полковник Кузнєцов Леонтій Васильович (вересень 1991 — липень 1992)
- Генерал-лейтенант, з квітня 1993 — генерал-полковник Баринькін Віктор Михайлович (липень 1992 — червень 1996)
- Генерал-полковник Золотов Леонід Сергійович (1996-1997)
- Генерал-полковник Балуєвський Юрій Миколайович (серпень 1997 — серпень 2001)
- Генерал-полковник Рукшин Олександр Сергійович (28 серпня 2001 — липень 2008)
- Генерал-полковник Суровикін Сергій Володимирович (жовтень 2008 — січень 2010)
- Генерал-лейтенант Третяк Андрій Віталійович (13 січня 2010 — 2011)
- Генерал-полковник Зарудницький Володимир Борисович (3 жовтня 2011 — червень 2014 року)
- Генерал-полковник Картаполов Андрій Валерійович (червень 2014 — 9 листопада 2015)
- Генерал-лейтенант, з лютого 2017 — генерал-полковник Рудський Сергій Федорович (з 10 листопада 2015 року)

## Участь у спеціальних операціях
21 липня 2014 року, після збиття малазійського літака Збиття Boeing 777 біля Донецька в ході російської агресії на сході України начальник Головного оперативного управління Генштабу Збройних сил РФ Андрій Картаполов повідомив, що було зафіксовано український штурмовик Су-25, який нібито летів на відстані 3-5 км від MH17. В результаті проведеного міжнародного розслідування було доведено, що літак був збитий з російської зенітної установки, завезеної російськими військовими на тимчасово окуповану Росією територію Донбасу.